# Kabupaten Konawe Kepulauan
Kabupaten Konawe Kepulauan (engelska: Konawe Islands Regency) är ett kabupaten i Indonesien.   Det ligger i provinsen Sulawesi Tenggara, i den centrala delen av landet, 1 800 km öster om huvudstaden Jakarta. Kabupaten Konawe Kepulauan ligger på ön Pulau Wawonii.